# Takumi Murakami
Takumi Murakami (født 12. september 1989) er en japansk fodboldspiller, som spiller for den japanske fodboldklub Roasso Kumamoto.